# Jim Lightbody
James Davies Lightbody, detto Jim (Pittsburgh, 16 marzo 1882 – Charleston, 2 marzo 1953), è stato un mezzofondista e siepista statunitense, vincitore di tre medaglie d'oro e una d'argento alle Olimpiadi di Saint Louis nel 1904.

## Biografia
Jim Lightbody, da Pittsburgh (Pennsylvania), ebbe grande successo alle Olimpiadi estive del 1904, disputate a Saint Louis. Pur non essendo il favorito in nessuna delle tre gare cui prese parte, riuscì a vincerle tutte e tre.
Per prima vinse la gara dei 2 590 metri siepi, giorni dopo vinse anche negli 800 m ed infine conquistò il titolo del 1500 m, stabilendo il nuovo record mondiale. Nello stesso giorno aggiunse anche un secondo posto al suo totale, quando gareggiò con la Chicago Athletic Association nelle 4 miglia a squadre.
Nel 1905, Lightbody vinse il titolo della AAU sia negli 800 m che nei 1500 m, e l'anno seguente partecipò alle Olimpiadi del decennale ad Atene. In quell'occasione vinse sui 1500 m e si piazzò secondo negli 800 m.
Jim Lightbody morì nel 1953, a due settimane dal suo 71º compleanno, a Charleston.

## Palmarès
| Anno | Manifestazione            | Sede        | Evento             | Risultato | Prestazione | Note            |
| ---- | ------------------------- | ----------- | ------------------ | --------- | ----------- | --------------- |
| 1904 | Giochi olimpici           | Saint Louis | 800 m piani        | Oro       | 1'56"0      | Record olimpico |
| 1904 | Giochi olimpici           | Saint Louis | 1500 m piani       | Oro       | 4'05"4      | Record mondiale |
| 1904 | Giochi olimpici           | Saint Louis | 2590 m siepi       | Oro       | 7'39"6      |                 |
| 1904 | Giochi olimpici           | Saint Louis | 4 miglia a squadre | Argento   | 28 p.       |                 |
| 1906 | Giochi olimpici intermedi | Atene       | 400 m piani        | Batteria  | 53"0        |                 |
| 1906 | Giochi olimpici intermedi | Atene       | 800 m piani        | Argento   | 2'01"6      |                 |
| 1906 | Giochi olimpici intermedi | Atene       | 1500 m piani       | Oro       | 4'12"0      |                 |
| 1908 | Giochi olimpici           | Londra      | 800 m piani        | Batteria  | n/d         |                 |
| 1908 | Giochi olimpici           | Londra      | 1500 m piani       | Batteria  | 4'08"6      |                 |
| 1908 | Giochi olimpici           | Londra      | 3200 m siepi       | Batteria  | 11'41"0     |                 |